# 台湾建国党
台湾建国党（たいわんけんこくとう、以下「建国党」）は、かつて存在した台湾の政治団体。1996年10月6日、台湾独立派（泛緑連盟）政党である民主進歩党（民進党）の急進独立派（深緑と呼ばれる）が結成した台湾の政党。台湾共和国の建国と、中華民国の存在を否定し、中国国民党による台湾統治を違法行為と主張した。2020年5月解散。

## 結党から2000年総統選挙まで
結党の契機は、民進党中央が大陸政策として「大胆西進」、「大連合」、「大和解」等、中国共産党に譲歩した施政方針を掲げたことに不満を持った急進派が、中華人民共和国による一つの中国の原則の下、台湾が国際空間で圧迫を受けていると主張し、独自の路線を模索したことにある。建国党勢力は内政面では民進党に対抗するために台湾独立を謳う党綱領を文書化すること、対外的には一国二制度の名分の下に台湾を武力「解放」あるいは併呑することに反対する姿勢を表明していた。建国党結党当初は世論の注目を集め、民進党の高雄市議員蔡龍居、立法委員李慶雄、陳文輝、陳光復らが建国党に参加した。
しかし民進党主席の許信良が辞任し、台湾独立派の林義雄が党主席に就任すると、建国党と民進党の対立軸が曖昧になり党勢の発展にかげりが生じた。さらに彭明敏らの台湾独立を主張する活動家により新国家連線が結成されると、選挙活動において建国党と票を奪い合う形となった。第4回立法委員選挙では獲得議席はわずか1議席にとどまり、県市長選挙では建国党から出馬した銭文南（台中県）、鄭邦鎮（台中市）、臧汀生（嘉義市）の3人は全員落選の憂き目に遭い、地方議会選挙でも当選1議席という結果に終わった。1999年、建国党は党主席の鄭邦鎮、副主席の黄玉炎で総統選挙を狙うが、立候補資格も得られない状態であった。2000年の総統選挙終了後、李鎮源等の主要党員が離党、建国党は大きなダメージを受けた。この時の占有議席は立法委員1議席（李慶雄）、国民大会代表1議席（銭林慧君）、県市議員1議席（邱昭煌）であった。

## 陳水扁政権以後
結党以来、民衆から大きな支持が得られない建国党は、その後台湾独立をめぐる大同団結案に関する路線や、選挙体制の意見の相違から長期にわたり内紛が続き、陳水扁を支持する党員が民進党へ復党した。台湾の世論の多くが海峡両岸の現状維持を希望する現状と、建国党自体に政治経験が豊富な人材が不足していたのが低調の原因である。それにもかかわらず建国党は急進的な主張を行うようになった。台湾は中華民国に占拠された植民地状態でいまだ独立した主権国家とはいえない、中華民国憲法をはじめとする占領体制を打破し、中国文化の台湾流入を阻止し台湾独立を達成し、「台湾」名義で国際機関に加盟を申請して国際舞台に復帰すべきだとした。
2000年、陳水扁が総統に当選した後、李鎮源、李勝雄らの結党時の指導者が建国党の過渡期の使命は終了したとし離党した。そして2001年、李登輝、黄主文により台湾団結聯盟が成立すると、独立派を代表する地位を取って代わり、建国党の影響力は以前にも増して小さいものとなった。しかし各選挙に際しては建国党は候補者を擁立した。第5回立法委員選挙では陳達成、黄玉炎、劉明松を、第6回立法委員選挙では陳建銘、李林耀、許登崑、高金郎を立てた。独自性を出すために陪審制度の導入と、司法院長民選化による司法の独立を主軸に活動。2020年5月、解散。